# Редько Володимир Никифорович
Редько Володимир Никифорович (12 квітня 1937), Київ  — академік НАН України, доктор фізико-математичних наук, професор, Заслужений діяч науки і техніки України.

## Біографія
Народився 12 квітня 1937 року у місті Київ. У 1959 р. закінчив механіко-математичний факультет Київського державного університету імені Т. Г. Шевченка, захистивши дипломну роботу на тему «Нильпотентные алгебры конечных абелевых групп» під керівництвом професора Льва Калужніна У 1963–1970 рр. працював науковим співробітником у Інститут кібернетики Академії наук СРСР. Під керівництвом академіка В. М. Глушкова у 1963 р. закінчив аспірантуру та захистив кандидатську дисертацію (тема «Некоторые вопросы теории коммутативных автоматов», спеціальність «Математична кібернетика»), у 1970 р. — докторську (тема «Параметрические системы программирования», спеціальність «Математична логіка і програмування»).
В 1971 р. Редько В. Н. заснував кафедру теорії програмування в університеті та завідував нею до квітня 2002 р.; професор кафедри теорії програмування з 1973 р.; декан факультету кібернетики в 1984–1987 рр.
За час роботи в університеті з 1971 р. Редько В. Н. розробив 5 нормативних та 16 спеціальних курсів. В останні роки Редько В. Н. читає нормативні курси «Теорія програмування», «Теоретичні основи програмування», спеціальні курси «Основи процесології», «Програмні логіки», «Проблеми програмології», «Основи програмології», веде наукові семінари «Програмологія та її застосування», «Логіки програмування». На запрошення прочитав курс лекцій «Дескриптивні структури інформатики» у Лейпцизькому університеті (1994 р.).
Професор Редько В. Н. — відомий вчений, який вніс фундаментальний вклад у розвиток сучасної інформатики. Головним науковим досягненням В. Н. Редька є відкриття універсальних дескриптивних логік. Цим був закладений логіко-математичний фундамент принципово нового напрямку інформатики — програмології, що інтенсивно розвивається як у нашій країні, так і за кордоном. Наукові результати В. Н. Редька, що склали фундамент програмології, увійшли до багатьох монографій та підручників вітчизняних та іноземних авторів. На ниві програмології та її застосувань сформувалася міцна фундаментально-наукова школа світового рівня «Програмологія та її застосування», заснована у 1971 р.
Головним напрямком наукових досліджень школи є експлікативне програмування — теорія дескриптивних та декларативних програмних алгеброїдів (алгебраїчних структур, які виступають формальними та адекватними моделями структур даних, програм та засобів конструювання програм).
Редько В. Н. підготував 39 кандидатів та 5 докторів наук.

##### Доктори науки
- Лісовик Л. П. «Алгоритмические проблемы теории формальных языков», 1990 рік
- Гудак Штефан «Новий підхід до розв'язання проблеми досяжності на шляху до методології аналізу часово-критичних систем», 1997 рік
- Швець Н. М. «Проектирование и разработка системы для исследования связи „структура-биологическая активность“ в химии, биологии и медицине», 1999 рік
- Нікітченко М. С. «Теорія інтегрованих композиційно-номінативних моделей програм», 2001 рік
- Буй Д. Б. «Теорія програмних алгебр композиційного типу та її застосування», 2002 рік

## Наукова діяльність
Професор Редько В. Н. — відомий вчений, який вніс фундаментальний вклад у розвиток сучасної інформатики. Головним науковим досягненням В. Н. Редька є відкриття універсальних дескриптивних логік. Цим був закладений логіко-математичний фундамент принципово нового напрямку інформатики — програмології, що інтенсивно розвивається як у нашій країні, так і за кордоном. Наукові результати В. Н. Редька, що склали фундамент програмології, увійшли до багатьох монографій та підручників вітчизняних та іноземних авторів. На ниві програмології та її застосувань виросла міцна фундаментально-наукова школа світового рівня «Програмологія та її застосування», заснована у 1971 р.
Головним напрямком наукових досліджень школи є експлікативне програмування — теорія дескриптивних та декларативних програмних алгеброїдів (алгебраїчних структур, які виступають формальними та адекватними моделями структур даних, програм та засобів конструювання програм). Для цих структур вирішені основні класичні проблеми існування, однозначності та ефективного завдання. Вирішення цих проблем закладає основу нового напрямку інформатики — програмології — науки про програми та логіку програмування.
В рамках цього напрямку вдалося дати повне вирішення сукупності проблем, які мають фундаментальне значення для шляхів подальшого розвитку інформатики:
- проблема Кліні про аксіоматизацію регулярних та квазірегулярних алгебр;
- проблема Чорча-Катленда про повноту цілочисельних обчислюваних функцій та аналогічні проблеми Тарського і Мальцева для функцій раціонального, словарного аргументу та значення;
- проблема повноти для класів обчислюваних функцій та композицій;
- проблеми уточнення маніпуляційних дій у базах даних та повноти відповідного класу функцій — функцій, які зберігають денотати;
- проблема побудови і дослідження семантично орієнтованих некласичних композиційних логік; проблема повного та природного завдання SQL-подібних мов.
- Метод дефініторних алгебр, запропонований Редьком В. Н., та головні результати, отримані за його допомогою, викладаються в багатьох класичних монографіях та підручниках з теоретичного програмування.

Редько В. Н. є автором понад 160 наукових, навчальних та методичних праць. Серед них три монографії, які вийшли у видавництвах «Либідь» (Київ, 1992 р.), «Наукова думка» (Київ, 1992 р.) та «Академперіодика» (Київ, 2001 р.).
У 1992 р. він був обраний членом-кореспондентом Національної Академії Наук України з спеціальності «Автоматизовані системи», а в 2000 р. — академіком за спеціальністю «Інформаційні системи» відділення інформатики.
За час роботи в університеті Редько В. Н. був науковим керівником 11 держбюджетних тем та 15 госпдоговірних робіт (загальний об‘єм фінансування — 119.474 тис. грн; 1158 тис. крб). В теперішній час він є науковим керівником держбюджетної теми № 06БФ015-05 « Розробка конструктивних математичних формалізмів для інтелектуальних систем прийняття рішень, обробки знань, еталонування мов сучасних СУБД та CASE-засобів» та її підрозділу «Теорія експлікативних програмних логік (алгебр) та її застосування до еталонування мов сучасних СУБД та CASE-засобів» (комплексна наукова програма КНУ «Інформатизація суспільства»).

## Відзнаки
За плідну наукову та педагогічну діяльність Редько В. Н. нагороджений ювілейною медаллю «За доблестный труд. В ознаменование 100-летия со дня рождения Владимира Ильича Ленина» Президії Верховної Ради СРСР (1970 р.), знаком «Победитель социалистического соревнования 1976 года» міністерства вищої та середньої спеціальної освіти СРСР та ЦК профспілки працівників освіти, вищої школи та наукових закладів (1977 р.), нагрудним знаком «За отличные успехи в работе» міністерства вищої та середньої спеціальної освіти СРСР, медаллю «В память 1500-летия Киева» Президії Верховної Ради СРСР (1982 р.), орденом Дружби народів СРСР (1984 р.), нагрудним знаком «За досягнення» міністерства України у справах науки і технологій" (1999 р.), Почесною Грамотою за особливо видатні заслуги перед Київським національним університетом імені Тараса Шевченка (2002 р.).
Редько В. Н. лауреат премії імені В. М. Глушкова Президії Академії Наук України за цикл робіт з теорії та реалізації нових інформаційних технологій (1992 р.) та лауреат Державної премії України в галузі науки і техніки за цикл робіт з теоретичних основ та інструментальних засобів розробки програмного забезпечення інформаційних технологій (2003 р.).
В 2002 р. Редько В. Н. був удостоєний почесного звання «Заслужений професор» Київського національного університету імені Тараса Шевченка, в 2004 р. — почесного звання «Заслужений діяч науки і техніки України».

## Педагогічна діяльність
За час роботи в університеті з 1971 р. Редько В. Н. розробив 5 нормативних курсів:
- дискретна математика;
- програмування та обчислювальні системи;
- математична логіка та теорія алгоритмів;
- теорія програмування;
- теоретичні основи програмування.

Редько В. Н. розробив також 16 спеціальних курсів:
- алгебраїчні системи;
- теорія моделей;
- теорія автоматів;
- теорія формальних мов;
- теорія дефініторів;
- дефініторні алгебри;
- дефініторні процесори;
- мови та мовні процесори;
- параметричні системи програмування;
- технології програмування;
- середовища програмування;
- інтерпретовані мови та інтерпретатори;
- інформаційно-аналітичні системи;
- програмні логіки;
- проблеми програмології;
- основи програмології.

В останні навчальні роки Редько В. Н. читає нормативні курси «Теорія програмування», «Теоретичні основи програмування», спеціальні курси «Основи процесології», «Програмні логіки», «Проблеми програмології», «Основи програмології», веде наукові семінари «Програмологія та її застосування», «Логіки програмування».
На запрошення прочитав курс лекцій «Дескриптивні структури інформатики» у Лейпцизькому університеті (1994 р.).
Редько В. Н. є автором понад 160 наукових, навчальних та методичних праць. Серед них один навчальний посібник з грифом міністерства вищої та середньої спеціальної освіти УРСР (Київ, 1989 р.), три навчальних посібника університетського видання (1981 р., 1999 р.).
У 1996 р. він був обраний академіком Вищої Школи України по відділенню інформатики, прикладної математики та обчислювальної техніки. У 1997 р. професор Редько В. Н. отримав грант Соросовського професора.
Редько В. Н. підготував 39 кандидатів та 5 докторів наук. Серед них кандидати наук Зайферт Франц Дітер (НДР), Пастор Франтішек (Чехословаччина), Дінь Мань Тионг (В‘єтнам), Мітра Індрані (Індія), Хайдар Мохамад та Дрібаті Мухамед (Сирія), а також доктор наук Гудак Штефан (Словаччина).
В поточний час він є науковим керівником 1 аспіранта.

## Науково-організаційна робота
В 1971 р. Редько В. Н. заснував кафедру теорії програмування у університеті (зараз кафедра теорії та технології програмування, завідувач кафедри — учень В. Н. Редька професор Микола Нікітченко) та завідував нею до квітня 2002 р.; професор кафедри теорії програмування з 1973 р.; декан факультету кібернетики в 1984–1987 рр. Він був ініціатором створення і науковим керівником науково-дослідної лабораторії проблем програмування в структурі науково-дослідної частини університету (наказ ректора університету від 18.05.83 № 335 «О»).
Він двічі був головою експертної ради з інформатики та кібернетики ВАК України (Постанова Президії ВАК України від 29.11.2000 р. № 01-77-07/1867); є головою комісії з інформатики міністерства освіти і науки України (наказ від 25.09.2000 р. № 466), членом науково-технічної ради державного комітету з питань зв'язку та інформатизації, членом Консультативної Ради з питань інформатизації при Верховній Раді України, членом редколегій фахових (за переліками ВАК України) журналів «Кибернетика и системный анализ», «Проблемы программирования», «Системні дослідження та інформаційні технології», "Вісник Київського університету. Серія «Кібернетика», «Проблемы управления и информатики», а також журналу «Комп'ютер в школі та сім'ї». Редько В. Н. є членом спеціалізованих вчених рад з присудження наукових ступенів кандидата і доктора наук при Київському національному університеті імені Тараса Шевченка та Київському національному технічному університеті «Київський політехнічний інститут». Виступає членом програмних комітетів міжнародних науково-практичних конференцій з програмування.
Діяльність професора Редька В. Н. завжди сприяла і сприяє іміджу Київського національного університету імені Тараса Шевченка, як центру високоякісної освіти та фундаментальної науки. В даний час він продовжує плідно працювати з студентами та аспірантами, друкується у фахових журналах з проблематики програмування, бере активну участь у міжнародних конференціях.

## Наукові праці
Вибрані праці (друковані версії)
- Журнал «Программирование», 1978, № 5
- Журнал «Программирование», 1979, № 3
- Журнал «Программирование», 1981, № 1
- Журнал «Программирование», 1984, № 2
- Журнал «Проблемы программирования», 1997, № 1
- Журнал «Математика и кибернетика», 1987, № 6
- Журнал «Кибернетика и системный анализ», 1994, № 5
- Журнал «Кибернетика и системный анализ», 1995, № 1
- Журнал «Кибернетика», 1984, № 5
- Журнал «Кибернетика», 1985
- Журнал «Кибернетика», 1988, № 4
- Журнал «Кибернетика», 1989, № 6
- Доповіді академії наук, 1984, № 10
- Доповіді академії наук, 1985
- Доповіді академії наук, 1996, № 11
- Матеріали конференції «УкрПрог'98»
- Реляційні бази даних: табличні алгебри та SQL-подібні мови (Формат: djvu в архіві rar. В архіві також програма для перегляду djvu. Розмір: ~7.5 Мб)
- Вибрані питання програмології. Праці наукового семінару «програмологія та її застосування». Збірник, присвячений 70-річчю з дня народження академіка В. Н. Редька (Формат: doc в архіві rar. Розмір: ~1 Мб)
- Реляційні бази даних: табличні алгебри та SQL-подібні мови (Формат: chm в архіві rar. Розмір: ~3 Мб)
- Редько В. Н. Дескриптивные системы: ретроспективы и перспективы. Материалы V международной научно-практической конференции по программированию, УкрПРОГ `2006, 23-25 мая 2006г., Украина, Киев
- Редько В. Н., Редько И. В., Гришко Н. В. Дескриптивные системы: концептуальные базис. Журнал «Проблемы программирования», № 2-3, специальный выпуск. — 2006, ст. 75-80.
- Буй Д. Б., Никитченко Н. С., Омельчук Л. Л., Редько В. Н., Шишацкая О. В. Классификация языков и методов формальных спецификаций программных систем. International conference "TAAPSD` 2008 ". Abstracts. — Kyiv-Chernihiv, 2008 — pp. 27-33.
- Редько В. Н., Редько И. В., Гришко Н. В. Программологические основания сущносной платформы. Проблемы программирования, № 3. -2008г., С.75-83
- Редько В. Н., Редько И. В. Экзистенциальный основания композиционной парадигмы. Журнал «Кибернетика и системный анализ», № 2. — 2008, ст. 3-12.
- Редько В. Н., Богатырева Ю. А., Буй Д. Б. Примитивные программные алгебры функций множественных (мультимножинних) аргументов и значений. Доклады Национальной академии наук Украины. Научно-теоретический журнал Президиума НАН Украины. — № 9. — 2011.